# Jo seré l'última
Jo seré l'última: La història del meu captiveri i la meva lluita contra l'Estat Islàmic és un llibre autobiogràfic de Nadia Murad en què descriu com la van capturar i esclavitzar per l'Estat Islàmic durant la segona guerra civil iraquiana. El llibre la va dur al Premi Nobel de la Pau 2018.